# Fort William (Calcutta)
Le fort William est une structure militaire anciennement fortifiée à Calcutta, sur la rive gauche du fleuve Hooghly. 
Le premier fort, édifié en 1694, est reconstruit en 1757 et, jusqu’à l’indépendance de l’Inde en 1947 il est le centre névralgique de la défense militaire du Raj britannique. Aujourd’hui au cœur de la ville de Calcutta (qui s’est développée dans ses alentours), le fort William est le quartier général de l'Eastern Command de armée de l'Inde. Un vaste espace vert sur son flanc oriental constitue le Maïdan, plus grand parc de la ville.

## Histoire

### Premier fort
La construction d’un premier fort commence en 1694, quelques années après la fondation par Job Charnock (1690) du comptoir commercial anglais à Govindpur — alors un simple village au bord du fleuve — qui deviendra la ville de Calcutta. La construction a lieu sous la supervision de John Goldsborough (en) engagé par la Compagnie anglaise des Indes orientales. En 1700 le fort reçoit le nom de William en l'honneur du roi Guillaume III. 

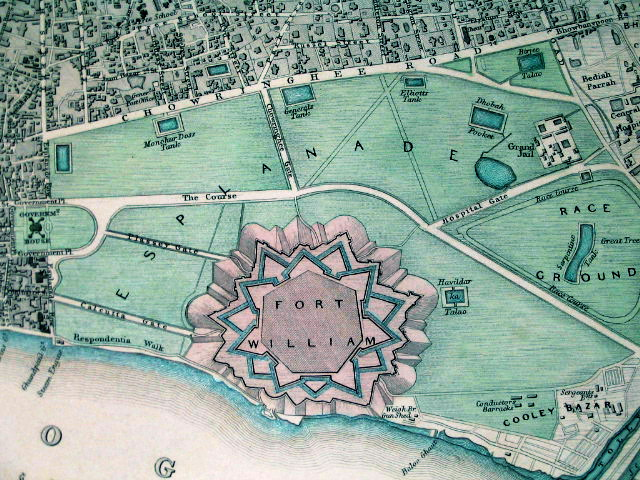
Plan du fort William (1844)

Les travaux continuent avec la construction du bastion nord-est en 1701 et 1702 et les bâtiments du gouvernorat de la Compagnie au centre du fort. Lorsque les travaux sont terminés en 1706, le bâtiment central a deux étages et des ailes en saillie. 
En juin 1756, après un ultimatum auquel les Britanniques ne donnent pas suite, le  nabab du Bengale, Siraj Ud Daulah, prend d’assaut le fort et le conquiert. La ville change de nom et devient pour quelque temps Alinagar. Une centaine de soldats sont faits prisonniers et enfermés dans l'étroite salle de garde du fort et y meurent d’étouffement. L’épisode est connu dans l'histoire comme le « Trou noir de Calcutta »

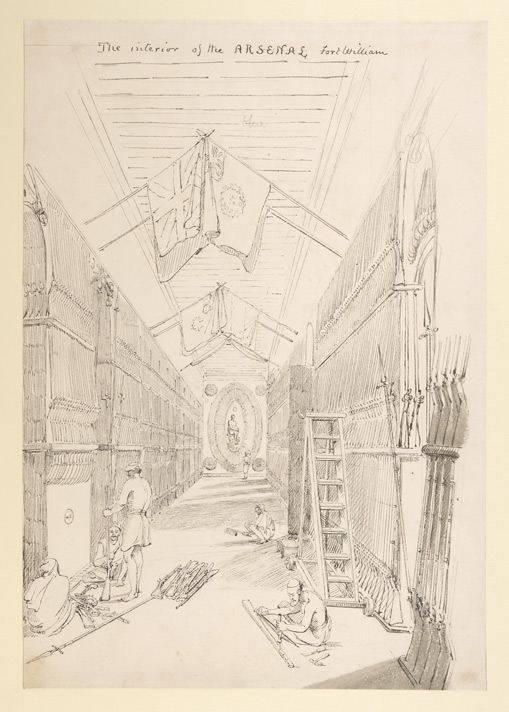
Intérieur de l'arsenal du fort (dessin de 1835)

### Deuxième fort
Ville et fort sont rapidement reconquis par Robert Clive, venu de Madras avec des troupes britanniques. Dès mai 1757 des travaux sont entrepris pour reconstruire, en plus grand, le fort William. De 1762 à 1764, l'ingénieur principal des travaux est le jeune officier suisse Antoine-Louis Polier. Le fort est achevé en 1781 à un coût d'environ 2 millions de livres. Il est considéré comme une des citadelles-forteresses européennes les plus importantes en Inde. Il ne sera jamais militairement repris. 
Le fort, construit de briques et de mortier, est de forme octogonale irrégulière. Cinq de ses côtés sont tournés vers l'intérieur et trois vers le fleuve Hooghly. La conception est celle d'un fort en étoile adapté à la défense contre des attaques au canon, mais beaucoup moins aux obus. Ses batteries comptaient 619 canons. Il est entouré d'un fossé asséché de 9 m de profondeur et 15 m de largeur, qui peut être inondé. Six portes y donnent accès : Chowringhee, Plassey, Calcutta, Watergate, St. Georges et la Treasury Gate.
Jusqu’à l’indépendance de l'Inde en 1947; le fort William reste le quartier général, d’abord de la Compagnie britannique des Indes orientales, qui y a ses bâtiments administratifs, et, après 1857, de l’Armée des Indes britanniques.

## Aujourd’hui
Même si, du point de vue stratégique, il a perdu son importance militaire, le fort William reste entre les mains de l'armée indienne. Le commandement de l’armée indienne de l’Est (Eastern Command) y a son quartier général. Le tout est organisé pour répondre aux besoins de 10 000 membres de l'armée[pas clair].
L’ensemble s'étend sur environ 3 km dans la direction nord-sud (le long de la Hooghly) et environ 1 km de large (du fleuve à Chowringhee). Il s’y est développé, sous contrôle des autorités militaires, comme une petite ville avec ses baraquements, quartiers résidentiels, salle de cinéma, bureau de poste, musée (militaire), bibliothèque (aménagée dans l’ancienne église Saint-Pierre), magasins, aire de jeux et terrains d’exercices et lieux de culte. La zone militaire est interdite aux civils.

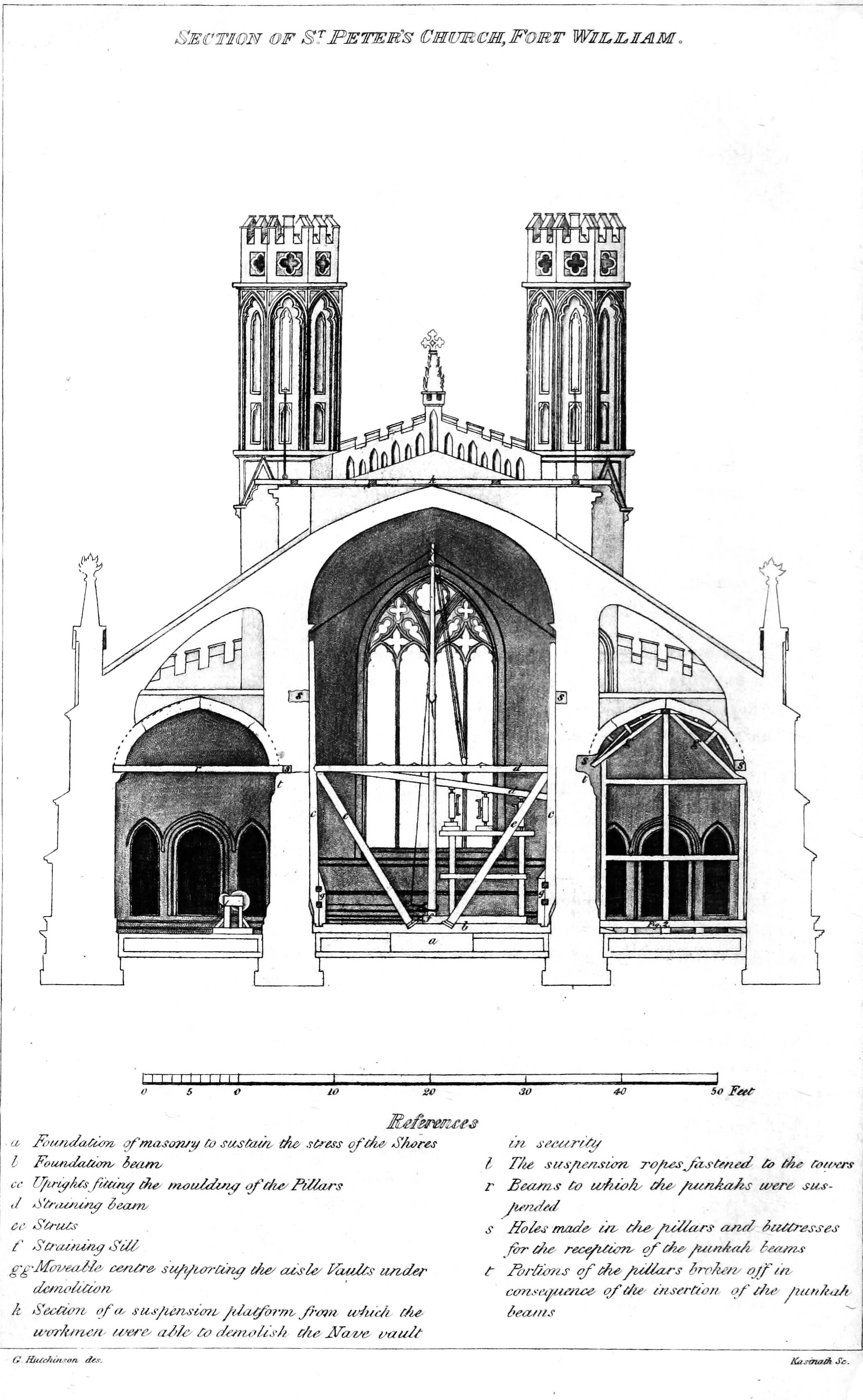
Section transversale de l'église Saint-Pierre (du fort William)

À l’extérieur, sur son côté oriental, l’espace séparant le fort des zones d'habitations de Calcutta devait, pour des raisons militaires rester entièrement libre de constructions. Il est aujourd'hui devenu un vaste parc public, le plus grand de Calcutta, connu sous le nom de Maïdan.